# Cantón San Lorenzo
Cantón San Lorenzo är en kanton i Ecuador.   Den ligger i provinsen Esmeraldas, i den norra delen av landet, 170 km norr om huvudstaden Quito.